# Gåsetårnet
Gåsetårnet (Deens voor 'de ganstoren') is een bakstenen toren in Vordingborg, Denemarken. Het maakt deel uit van het oude kasteel Vordingborg, dat in 1175 in opdracht koning Waldemar I van Denemarken werd gebouwd.
In de 14e eeuw breidde Waldemar IV het kasteel uit tot het grootste kasteel van Denemarken. De bijna 800 meter lange verdedigingsmuur werd voorzien van torens, waarvan Gåsetårnet de enige bewaard gebleven toren is.

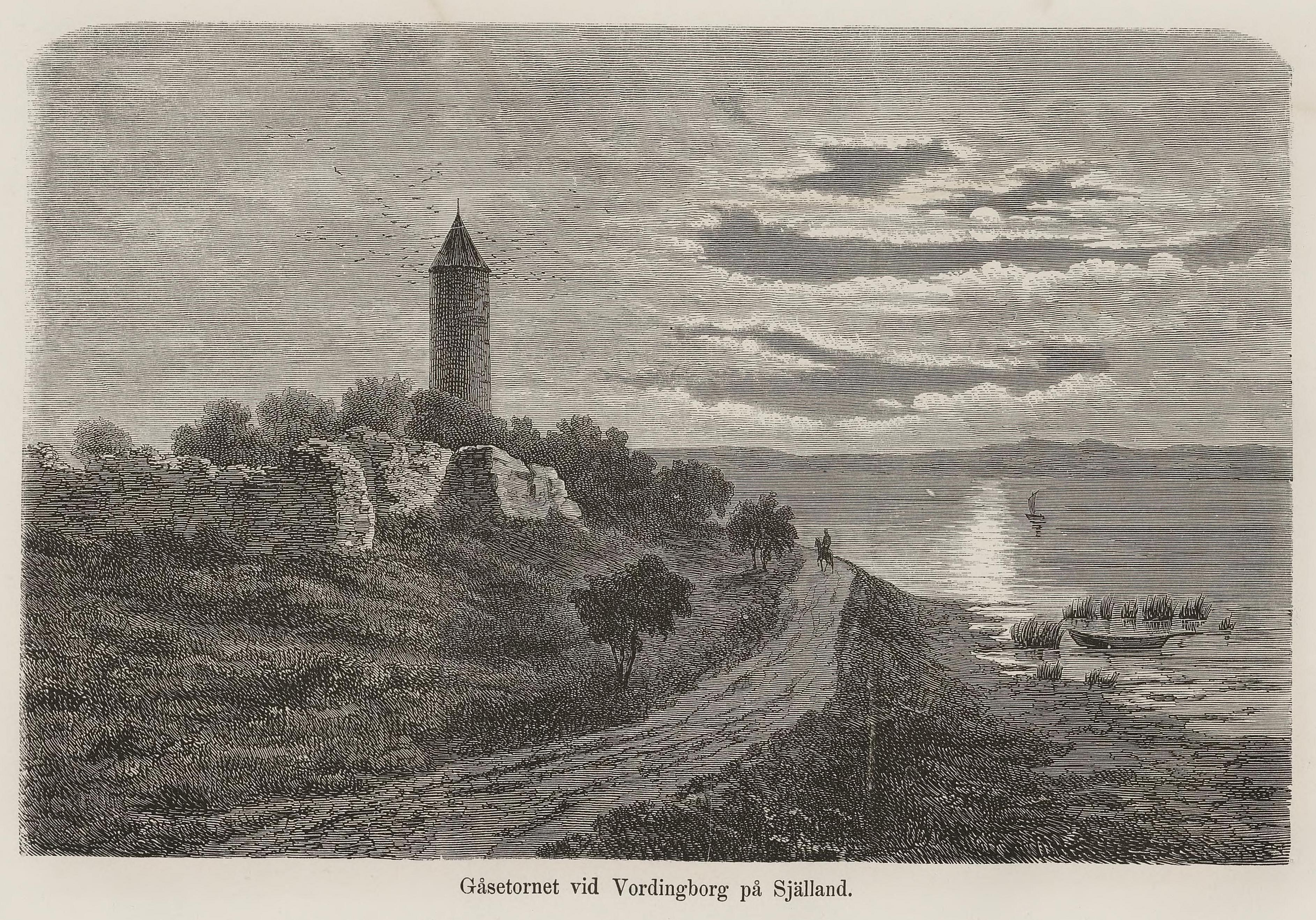
Een illustratie van de toren, 1868.

De toren is 26 meter hoog. De koperen spits is circa 10 meter hoog. Deze spits heeft verschillende ontwerpen gehad, de huidige stamt uit 1871.
De naam komt van de gouden gans die op de torenspits zit. Hoewel de legende wil dat Waldemar IV het symbool gebruikte om de hanze te bespotten, is de waarheid dat de gans pas in 1871 werd aangebracht.
Gåsetårnet werd op 24 december 1808 overgedragen aan de nationale trust en was daarmee het eerste, beschermde historische monument in Denemarken.
Tegenwoordig is de toren het enige deel van het hele fort dat niet is verwoest. De ruïnes van het kasteel vormen de beroemdste attractie van de stad.